# Seznam návštěvníků Měsíce
Toto je seznam lidí, kteří letěli do vesmíru v rámci amerického vesmírného programu Apollo. Dvanáct z nich na měsíčním povrchu přistálo, z nichž k únoru 2025 žili čtyři. Všechna přistání proběhla v letech 1969–1972. Seznam je rozdělen na lidi, kteří na Měsíci přistáli, a na osoby, které se dostaly na jeho oběžnou dráhu nebo kolem něj proletěly.

## Seznam lidí, kteří stanuli na Měsíci
| Pořadí | Portrét          | Jméno            | Mise      | Výstup na povrch Měsíce      | Věk v průběhu mise | Život                                                                |
| ------ | ---------------- | ---------------- | --------- | ---------------------------- | ------------------ | -------------------------------------------------------------------- |
| 1.     | Neil Armstrong   | Neil Armstrong   | Apollo 11 | 21. července 1969            | 38 let             | narozen 5. srpna 1930 zemřel 25. srpna 2012 (ve věku 82 let)         |
| 2.     | Buzz Aldrin      | Buzz Aldrin      | Apollo 11 | 21. července 1969            | 39 let             | narozen 20. ledna 1930 (95 let)                                      |
| 3.     | Charles Conrad   | Charles Conrad   | Apollo 12 | 19.–20. listopadu 1969       | 38 let             | narozen 2. června 1930 zemřel 8. července 1999 (ve věku 69 let)      |
| 4.     | Alan Bean        | Alan Bean        | Apollo 12 | 19.–20. listopadu 1969       | 37 let             | narozen 15. března 1932 zemřel 26. května 2018 (ve věku 86 let)      |
| 5.     | Alan Shepard     | Alan Shepard     | Apollo 14 | 5.–6. února 1971             | 47 let             | narozen 18. listopadu 1923 zemřel 21. července 1998 (ve věku 74 let) |
| 6.     | Edgar Mitchell   | Edgar Mitchell   | Apollo 14 | 5.–6. února 1971             | 40 let             | narozen 17. září 1930 zemřel 4. února 2016 (ve věku 85 let)          |
| 7.     | David Scott      | David Scott      | Apollo 15 | 31. července – 2. srpna 1971 | 39 let             | narozen 6. června 1932 (93 let)                                      |
| 8.     | James Irwin      | James Irwin      | Apollo 15 | 31. července – 2. srpna 1971 | 40 let             | narozen 17. března 1930 zemřel 8. srpna 1991 (ve věku 61 let)        |
| 9.     | John Young       | John Young       | Apollo 16 | 21.–23. dubna 1972           | 40 let             | narozen 24. září 1930 zemřel 5. ledna 2018 (ve věku 87 let)          |
| 10.    | Charles Duke     | Charles Duke     | Apollo 16 | 21.–23. dubna 1972           | 36 let             | narozen 3. října 1935 (89 let)                                       |
| 11.    | Eugene Cernan    | Eugene Cernan    | Apollo 17 | 11.–14. prosince 1972        | 38 let             | narozen 14. března 1934 zemřel 16. ledna 2017 (ve věku 82 let)       |
| 12.    | Harrison Schmitt | Harrison Schmitt | Apollo 17 | 11.–14. prosince 1972        | 37 let             | narozen 3. července 1935 (90 let)                                    |

Při přistání Apolla 17 v údolí Taurus-Littrow jako první z lunárního modulu vystoupil Eugene Cernan a až za ním Harrison Schmitt, který se na konci mise vrátil do lunárního modulu první. Tím se stal Eugene Cernan, americký kosmonaut česko-slovenského původu, dosud posledním člověkem, který stál na měsíčním povrchu.
Nejstarší kosmonaut, jenž stanul na měsíčním povrchu, byl Alan Shepard, kterému bylo při přistání na Měsíci 47 let a 79 dní. Nejmladší byl Charles Duke, kterému bylo při přistání na Měsíci 36 let a 201 dní.
Jim Lovell a Fred Haise měli podle původních plánů přistát na Měsíci v rámci mise Apollo 13. Nestalo se tak, protože při letu Apollo 13 vybuchla jedna z kyslíkových nádrží. Haise měl přistát na Měsíci ještě jednou, v rámci letu Apollo 19, který byl zrušen v roce 1970.

## Seznam lidí, kteří letěli k Měsíci, ale nepřistáli na něm
Kromě již uvedených dvanácti lidí, kteří přistáli na Měsíci, dalších 12 doletělo k Měsíci do 0,001 lunární vzdálenosti od jeho povrchu.
Posádka v letech Apollo byla rozdělena do následujících funkcí:
- Velitel letu – Kosmonaut velící posádce, zodpovědný za celkový úspěch letu, bezpečnost posádky a lodi. Společně s pilotem lunárního modulu přistál na měsíčním povrchu.
- Pilot velitelského modulu – Pilotoval velitelský modul, ve kterém zůstal na oběžné dráze Měsíce, zatímco velitel letu a pilot lunárního modulu pobývali na měsíčním povrchu.
- Pilot lunárního modulu – Znal systémy lunárního modulu (LM), při samostatném letu LM byl zodpovědný za navigaci a pomáhal veliteli při letu, přistání a návratu, účastnil se vycházek na povrch Měsíce.

Při šesti letech, kdy se povedlo úspěšně přistát na Měsíci, vždy pilot velitelského modulu na Měsíci nepřistál. Kromě toho lety Apollo 8 a Apollo 10 s trojčlennou posádkou neměly v plánu přistání na Měsíci, ale pouze navštívení jeho oběžné dráhy. Apollu 13 vybuchla jedna kyslíková nádrž. Kvůli tomu museli Lovell, Swigert a Haise změnit svoji trajektorii a shodou okolností se stali nejvzdálenějšími lidmi od planety Země v historii.
Jim Lovell (Apollo 8 a Apollo 13), John Young (Apollo 10 a Apollo 16) a Eugene Cernan (Apollo 10 a Apollo 17) jsou jediní lidé, kteří navštívili Měsíc a jeho okolí dvakrát.
| Pořadí | Portrét         | Jméno           | Mise      | Datum mise                   | Věk v průběhu mise | Život                                                             |
| ------ | --------------- | --------------- | --------- | ---------------------------- | ------------------ | ----------------------------------------------------------------- |
| 1.     | Frank Borman    | Frank Borman    | Apollo 8  | 21.–28. prosince 1968        | 40 let             | narozen 14. března 1928 zemřel 7. listopadu 2023 (ve věku 95 let) |
| 2.     | Jim Lovell      | Jim Lovell      | Apollo 8  | 21.–28. prosince 1968        | 40 let             | narozen 25. března 1928 zemřel 7. srpna 2025 (ve věku 97 let)     |
| 3.     | William Anders  | William Anders  | Apollo 8  | 21.–28. prosince 1968        | 35 let             | narozen 17. října 1933 zemřel 7. června 2024 (ve věku 90 let)     |
| 4.     | Tom Stafford    | Thomas Stafford | Apollo 10 | 18.–26. května 1969          | 38 let             | narozen 17. září 1930 zemřel 18. března 2024 (ve věku 93 let)     |
| –      | John Young      | John Young      | Apollo 10 | 18.–26. května 1969          | 38 let             | narozen 24. září 1930 zemřel 5. ledna 2018 (ve věku 87 let)       |
| –      | Eugene Cernan   | Eugene Cernan   | Apollo 10 | 18.–26. května 1969          | 35 let             | narozen 14. března 1934 zemřel 16. ledna 2017 (ve věku 82 let)    |
| 5.     | Michael Collins | Michael Collins | Apollo 11 | 16.–24. července 1969        | 38 let             | narozen 31. října 1930 zemřel 28. dubna 2021 (ve věku 90 let)     |
| 6.     | Dick Gordon     | Dick Gordon     | Apollo 12 | 14.–24. listopadu 1969       | 40 let             | narozen 5. října 1929 zemřel 6. listopadu 2017 (ve věku 88 let)   |
| –      | Jim Lovell      | Jim Lovell      | Apollo 13 | 11.–17. dubna 1970           | 40 let             | narozen 25. března 1928 zemřel 7. srpna 2025 (ve věku 97 let)     |
| 7.     | Jack Swigert    | Jack Swigert    | Apollo 13 | 11.–17. dubna 1970           | 38 let             | narozen 30. srpna 1931 zemřel 27. prosince 1982 (ve věku 51 let)  |
| 8.     | Fred Haise      | Fred Haise      | Apollo 13 | 11.–17. dubna 1970           | 35 let             | narozen 14. listopadu 1933 (91 let)                               |
| 9.     | Stuart Roosa    | Stuart Roosa    | Apollo 14 | 31. ledna – 9. února 1971    | 37 let             | narozen 16. srpna 1933 zemřel 12. prosince 1994 (ve věku 61 let)  |
| 10.    | Alfred Worden   | Alfred Worden   | Apollo 15 | 26. července – 7. srpna 1971 | 39 let             | narozen 7. února 1932 zemřel 18. března 2020 (ve věku 88 let)     |
| 11.    | Ken Mattingly   | Ken Mattingly   | Apollo 16 | 16.–27. dubna 1972           | 36 let             | narozen 17. března 1936 zemřel 31. října 2023 (ve věku 87 let)    |
| 12.    | Ronald Evans    | Ronald Evans    | Apollo 17 | 7.–19. prosince 1972         | 39 let             | narozen 10. listopadu 1933 zemřel 7. dubna 1990 (ve věku 56 let)  |